# Freestyle-Skiing-Weltmeisterschaften 2009
Die 13. Freestyle-Skiing-Weltmeisterschaften fanden vom 2. bis 8. März 2009 im japanischen Inawashiro statt.
Dabei wurden in fünf Disziplinen Medaillen vergeben, darunter zum zweiten Mal in der Halfpipe und zum dritten Mal im Skicross. Bereits seit den ersten Freestyle-Skiing-Weltmeisterschaften und damit zum schon dreizehnten Mal wurden Wettkämpfe im Aerials (Springen) sowie auf der Buckelpiste (Moguls) ausgetragen.

## Vergabe
Die Vergabe erfolgte bereits am 3. Juni 2004 beim 44. FIS-Kongress, der im Hotel Intercont in Miami stattfand.

## Männer

### Skicross
Am Wettbewerb nahmen 50 Skicrosser teil. 32 von ihnen qualifizierten sich für die direkten Vergleiche. In Achtel-, Viertel- und Halbfinals erreichten die beiden besten der jeweiligen vier Starter den finalen Medaillenkampf.
| Platz | Land       | Sportler              |
| ----- | ---------- | --------------------- |
| 1     | Österreich | Andreas Matt          |
| 2     | Österreich | Thomas Zangerl        |
| 3     | Kanada     | Davey Barr            |
| 4     | Kanada     | Christopher Del Bosco |
| 5     | USA        | Casey Puckett         |
| 6     | Frankreich | Olivier Fabre         |
| 7     | Österreich | Patrick Koller        |
| 8     | Österreich | Markus Wittner        |

| Datum: 2. März 2009   |
| Andreas Steffen (13.) |
| Michael Schmid (15.)  |
| Armin Niederer (19.)  |
| Beni Hofer (20.)      |
| Simon Stickl (26.)    |

### Aerials
Am Aerials nahmen 32 Starter teil, von denen 12 die Finalrunde erreichten.
| Platz | Land    | Sportler            |
| ----- | ------- | ------------------- |
| 1     | USA     | Ryan St. Onge       |
| 2     | Kanada  | Steve Omischl       |
| 3     | Kanada  | Warren Shouldice    |
| 4     | Schweiz | Renato Ulrich       |
| 5     | Ukraine | Oleksandr Abramenko |
| 6     | Belarus | Anton Kuschnir      |
| 7     | USA     | Dylan Ferguson      |
| 8     | USA     | Jeret Peterson      |
| 9     | China   | Wu Chao             |
| 10    | Kanada  | Kyle Nissen         |

| Qualifikation: 3. März 2009 |
| Finale: 4. März 2009        |
| Andreas Isoz (12.)          |
| Thomas Lambert (23.)        |
| Christopher Lambert (31.)   |

### Halfpipe
27 Freestyle-Skier starteten in der Halfpipe-Qualifikation. 12 von ihnen schafften es in die Finalläufe.
| Platz | Land       | Sportler               |
| ----- | ---------- | ---------------------- |
| 1     | Frankreich | Kévin Rolland          |
| 2     | Kanada     | Justin Dorey           |
| 3     | Frankreich | Xavier Bertoni         |
| 4     | USA        | David Wise             |
| 5     | USA        | Taylor Seaton          |
| 5     | Kanada     | Michael Riddle         |
| 7     | Finnland   | Antti-Jussi Kemppainen |
| 8     | Neuseeland | Josiah Wells           |
| 9     | USA        | Walter Wood            |
| 10    | Frankreich | Loïc Collomb-Patton    |

| Datum: 5. März 2009   |
| Nils Lauper (20.)     |
| David Ortlieb (21.)   |
| Reto Comincioli (22.) |
| Marc Christen (25.)   |

### Moguls
Beim Wettbewerb starteten 46 Teilnehmer, von denen 16 die Finalrunde erreichten.
| Platz | Land     | Sportler            |
| ----- | -------- | ------------------- |
| 1     | USA      | Patrick Deneen      |
| 2     | Finnland | Tapio Luusua        |
| 3     | Kanada   | Vincent Marquis     |
| 4     | Japan    | Nobuyuki Nishi      |
| 5     | Kanada   | Maxime Gingras      |
| 6     | USA      | Sho Kashima         |
| 7     | Japan    | Yugo Tsukita        |
| 8     | Kanada   | Alexandre Bilodeau  |
| 9     | Finnland | Arttu Kiramo        |
| 10    | Russland | Ruslan Scharifullin |

| Datum: 7. März 2009        |
| keine Starter aus D-A-CH-L |

### Dual Moguls
Beim Dual-Moguls traten 42 Teilnehmer an. Die besten 16 qualifizierten sich für das Achtelfinale. In weiteren Runden schieden die jeweils schlechter benoteten Läufer, aus bis vier im Finale standen.
| Platz | Land     | Sportler           |
| ----- | -------- | ------------------ |
| 1     | Kanada   | Alexandre Bilodeau |
| 2     | Japan    | Nobuyuki Nishi     |
| 3     | Finnland | Tapio Luusua       |
| 4     | Kanada   | Vincent Marquis    |
| 5     | USA      | Patrick Deneen     |
| 6     | Schweden | Jesper Björnlund   |
| 7     | Japan    | Yugo Tsukita       |
| 8     | Schweden | Per Spett          |

| Datum: 8. März 2009        |
| keine Starter aus D-A-CH-L |

## Frauen

### Skicross
Von 29 Starterinnen erreichten 16 das Viertelfinale. Die jeweils beiden besten der vier Vierergruppen kamen ins Halbfinale. Die dort Unterlegenen liefen im kleinen Finale um die Plätze 5 bis 8. Die Halbfinalbesseren traten im Kampf um die Medaillen an.
| Platz | Land       | Sportlerin        |
| ----- | ---------- | ----------------- |
| 1     | Kanada     | Ashleigh McIvor   |
| 2     | Österreich | Karin Huttary     |
| 3     | Frankreich | Méryll Boulangeat |
| 4     | Slowenien  | Saša Farič        |
| 5     | Kanada     | Kelsey Serwa      |
| 6     | Schweiz    | Émilie Serain     |
| 7     | Frankreich | Ophélie David     |
| 8     | Schweden   | Magdalena Iljans  |

| Datum: 2. März 2009       |
| Sanna Lüdi (9.)           |
| Heidi Zacher (16.)        |
| Katrin Ofner (17.)        |
| Katharina Gutensohn (21.) |
| Alexandra Grauvogl (22.)  |

### Aerials
Beim Aerials der Frauen traten 24 Sportlerinnen an, von denen 12 das Finale erreichten.
| Platz | Land       | Sportlerin    |
| ----- | ---------- | ------------- |
| 1     | China      | Li Nina       |
| 2     | China      | Xu Mengtao    |
| 3     | Australien | Jacqui Cooper |
| 4     | USA        | Emily Cook    |
| 5     | USA        | Jana Lindsey  |
| 6     | China      | Cheng Shuang  |
| 6     | USA        | Lacy Schnoor  |
| 8     | Russland   | Olga Wolkowa  |
| 9     | Australien | Bree Munro    |
| 10    | China      | Guo Xinxin    |

| Qualifikation: 3. März 2009 |
| Finale: 4. März 2009        |
| Evelyne Leu (15.)           |
| Nadja Leuenberger (23.)     |

### Halfpipe
Von den 17 Starterinnen beim Moguls erreichten 11 das Finale. Aus verschiedenen Gründen konnten aber nicht alle Qualifikantinnen dort antreten.
| Platz | Land       | Sportlerin                |
| ----- | ---------- | ------------------------- |
| 1     | Schweiz    | Virginie Faivre           |
| 2     | Kanada     | Megan Gunning             |
| 3     | USA        | Jennifer Hudak            |
| 4     | USA        | Jessica Cumming           |
| 5     | Frankreich | Anaïs Caradeux            |
| 6     | USA        | Siena Palmacci            |
| 7     | Japan      | Emi Matsuura              |
| 8     | Norwegen   | Mille Berentsen Windfeldt |
| 9     | Australien | Stephanie Sirianni        |
| 10    | Japan      | Miyuki Hatanaka           |

| Datum: 5. März 2009 |
| Mirjam Jäger (11.)  |

### Moguls
Von 29 Starterinnen erreichten 16 die Finalrunde.
| Platz | Land       | Sportlerin            |
| ----- | ---------- | --------------------- |
| 1     | Japan      | Aiko Uemura           |
| 2     | Kanada     | Jennifer Heil         |
| 3     | Tschechien | Nikola Sudová         |
| 4     | Japan      | Miki Itō              |
| 5     | Kanada     | Kristi Richards       |
| 6     | USA        | Shannon Bahrke        |
| 7     | Österreich | Margarita Marbler     |
| 8     | Russland   | Jekaterina Stoljarowa |
| 9     | Japan      | Tae Satoya            |
| 10    | Russland   | Regina Rachimowa      |

| Datum: 7. März 2009 |
| Marina Kaffka (18.) |

### Dual Moguls
Von den 29 Starterinnen erreichten 16 das Achtelfinale und acht das Halbfinale. Im Finallauf traten 4 Skierinnen gegeneinander an.
| Platz | Land       | Sportlerin       |
| ----- | ---------- | ---------------- |
| 1     | Japan      | Aiko Uemura      |
| 2     | Japan      | Miki Itō         |
| 3     | USA        | Hannah Kearney   |
| 4     | Japan      | Tae Satoya       |
| 5     | Tschechien | Nikola Sudová    |
| 6     | USA        | Eliza Outtrim    |
| 7     | Südkorea   | Seo Jung-Hwa     |
| 8     | Kasachstan | Julija Rodionowa |

| Datum: 8. März 2009    |
| Margarita Marbler (9.) |
| Marina Kaffka (24.)    |

## Medaillenspiegel
| Platz  | Land       |    |    |    |    |
| ------ | ---------- | -- | -- | -- | -- |
| 1      | Kanada     | 2  | 4  | 3  | 9  |
| 2      | Japan      | 2  | 2  | –  | 4  |
| 3      | USA        | 2  | –  | 2  | 4  |
| 4      | Österreich | 1  | 2  | –  | 3  |
| 5      | China      | 1  | 1  | –  | 2  |
| 6      | Frankreich | 1  | –  | 2  | 3  |
| 7      | Schweiz    | 1  | –  | –  | 1  |
| 8      | Finnland   | –  | 1  | 1  | 2  |
| 9      | Tschechien | –  | –  | 1  | 1  |
| 9      | Australien | –  | –  | 1  | 1  |
| Gesamt | Gesamt     | 10 | 10 | 10 | 30 |